# Sverige i världsmästerskapen i landsvägscykling 2012
Sverige i världsmästerskapen i landsvägscykling 2012, genom Svenska Cykelförbundet, deltog i världsmästerskapen i landsvägscykling 2012 i Limburg, Nederländerna.

## Svenska laget

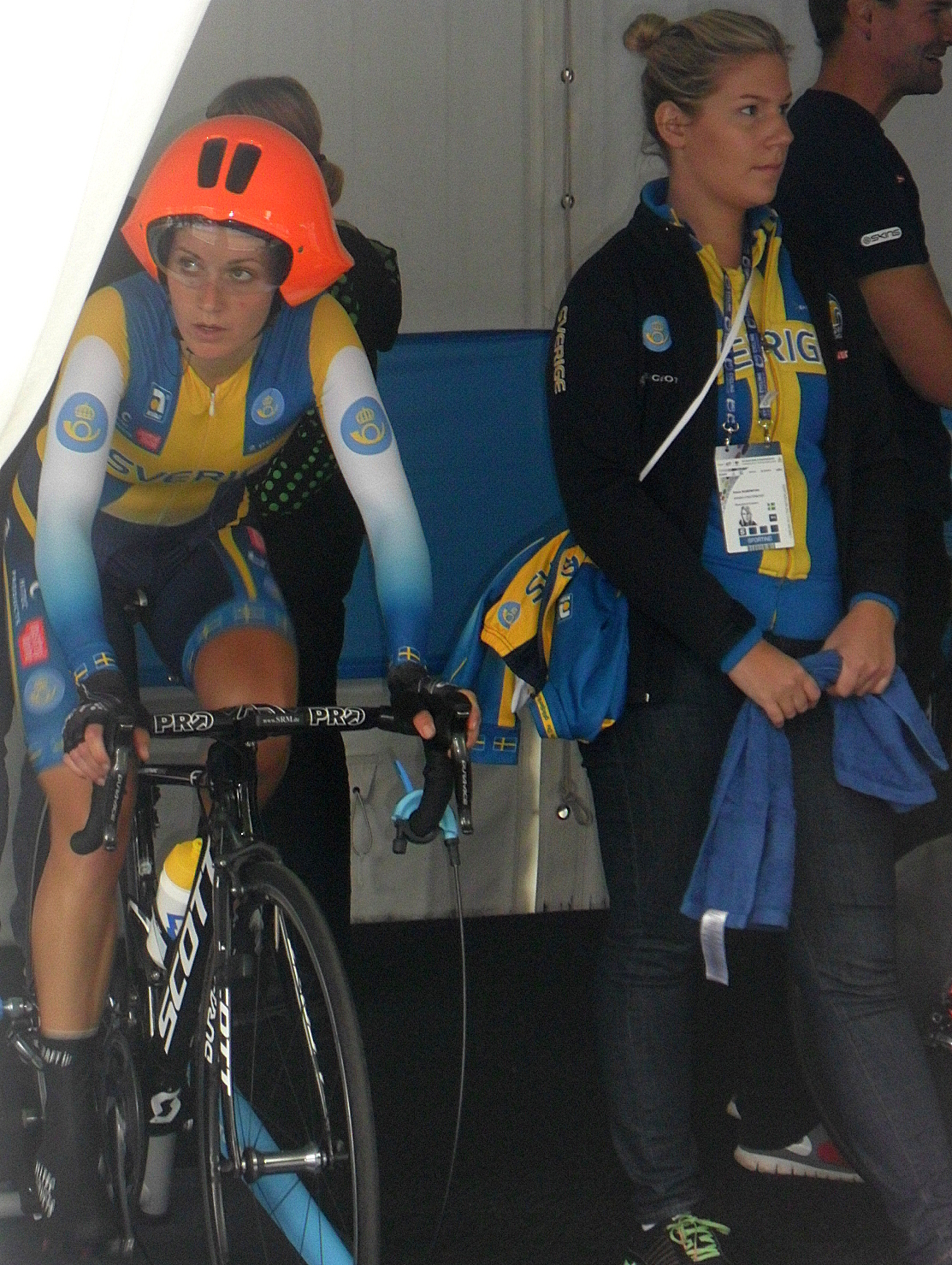
Emma Johansson (Sverige).

| Sverige (20)           |                 |                                                |
| Cyklist                | Konkurrens      | Placering                                      |
| Damer                  |                 |                                                |
| Emilia Fahlin          | Elittävlingar   | DNF Linjelopp                                  |
| Felicia Ferner         | Juniortävlingar | 44. Linjelopp                                  |
| Hanna Helamb           | Juniortävlingar | 23. Tempolopp, 58. Linjelopp                   |
| Emma Johansson         | Elittävlingar   | 9. Linjelopp, 12. Tempolopp                    |
| Jessica Kihlbom        | Elittävlingar   | DNF Linjelopp                                  |
| Saara Mustonen         | Elittävlingar   | DNF Linjelopp                                  |
| Alexandra Nessmar      | Juniortävlingar | 17. Linjelopp, 27. Tempolopp                   |
| Hanna Nilsson          | Elittävlingar   | 75. Linjelopp                                  |
| Isabelle Söderberg     | Elittävlingar   | DNF Linjelopp                                  |
| Herrar                 |                 |                                                |
| Jonas Ahlstrand        | U-23-tävlingar  | DNF Linjelopp                                  |
| Mats Andersson         | U-23-tävlingar  | OTL Linjelopp                                  |
| Jesper Dahlström       | U-23-tävlingar  | DNF Linjelopp                                  |
| Marcus Fåglum Karlsson | Juniortävlingar | 12. Tempolopp, 98. Linjelopp                   |
| Gustav Höög            | Juniortävlingar | DNF Linjelopp                                  |
| Fredrik Kessiakoff     | Elittävlingar   | 5. Tempolopp, 15. Linjelopp                    |
| Gustav Larsson         | Elittävlingar   | 12. Lagtempolopp, 19. Tempolopp, 45. Linjelopp |
| Fredrik Ludvigsson     | Juniortävlingar | 38. Tempolopp, 55. Linjelopp                   |
| Tobias Ludvigsson      | U-23-tävlingar  | 24. Linjelopp, 32. Tempolopp                   |
| Thomas Lövkvist        | Elittävlingar   | 112. Linjelopp                                 |
| Kim Magnusson          | U-23-tävlingar  | 112. Linjelopp                                 |